# Институт лазерной физики СО РАН
Институт лазерной физики СО РАН — научное учреждение Сибирского Отделения Академии Наук, организовано в 1991 году. Расположен в Новосибирске.

## История
Свою историю институт ведёт со второй половины 1960-х годов, когда был создан Отдел лазерной физики, руководимый В. П. Чеботаевым. Этот Отдел сначала вошел в состав Института физики полупроводников, а с 1978 года был переведен в Институт теплофизики.
Институт лазерной физики СО АН СССР был создан в 1991 году на базе Отдела лазерной физики Института теплофизики СО АН СССР. Первым директором был академик Вениамин Павлович Чеботаев. Также в состав Института вошел Отдел физики плазмы и космических исследований Института прикладной и теоретической механики СО АН СССР,

## Структура
- Отдел лазерной физики
  - Научно-исследовательская группа оптических стандартов частоты
  - Научно-исследовательская группа лазерной спектроскопии
  - Научно-исследовательская группа оптических часов
  - Группа оптических покрытий и измерений
  - Теоретическая группа
  - Лаборатория лазерных медицинских технологий
  - Сектор твердотельных лазерных систем с диодной накачкой
  - Лаборатория лазерных электронных систем
  - Сектор информационных технологий
  - Лаборатория физики лазеров сверхкоротких импульсов
  - Лаборатория лазерной биофизики
- Отдел лазерных систем
  - Лаборатория импульсных газоразрядных лазеров
  - Лаборатория инфракрасных лазерных систем
  - Лаборатория прикладной лазерной интерферометрии
  - Полигон «Кайтанак»
  - Лаборатория лазерных информационных систем
- Отдел лазерной плазмы
  - Лаборатория энергетики мощных лазеров
  - Лаборатория мощных непрерывных лазеров
- Отдел лазерных и лучевых технологий (Иркутский филиал ИЛФ СО РАН)
  - Лаборатория лазерных систем и технологий.
  - Лаборатория фотофизики конденсированных сред

## Санкции
20 июля 2023 года, на фоне вторжения России на Украину, институт попал в блокирующий санкционный список США против предприятий поддерживающих российский оборонный сектор.

## Дирекция
- Директор (с 2016 года) — Тайченачев, Алексей Владимирович[5][6][7], чл.-корр. РАН.